# SN 2002at
SN 2002at – supernowa typu II odkryta 5 lutego 2002 roku w galaktyce NGC 3720. W momencie odkrycia miała maksymalną jasność 17,80m.